# Vivo per lei
Vivo per lei (на български: Живея за нея) е песен, записана през 1995 г. от италианския изпълнител Андреа Бочели като дует с Джорджа за албума му Romanza. Песента е издадена и като дует с други изпълнителки, сред които французойката Елен Сегара за фрескоговорещите страни, Джуди Вайс за немскоезичните страни, Марта Санчес за испаноговорещите и Санди Ли Лима на португалски (Бразилия).
Версията с Марта Санчес оглавява списъка на испанските сингли през 1996 г. под заглавието Vivo por ella, която е налична в албума ѝ Un paso más cerca.

## Информация за песента
Песента на италиански първоначално е написана от групата O.R.O. (Манцани - Менгали - Зели) през 1995 г. за албума си Vivo per.... Песента печели изданието Disco per l'estate през същата година. През 1995 г. текстът на песента е пренаписан, все още на италиански, от Джато Панчери и песента е възобновена като дует между Андреа Бочели и Джорджа. Новата лирика се характеризира с това, че lei („нея“) в заглавието се отнася до музика, докато в оригиналната песен се отнася към момиче.
Така новата версия на Vivo per lei се превъръща в почит към музиката, използвайки местоимението в заглавието: lei на италиански, ella на испански, elle на френски, ela на португалски и sie на немски като метафора. Докато във френската и немската версия Бочели пее на италиански, а Сегара и Вайс пеят съответно на френски и немски, в испанската версия и Бочели, и Санчес пеят на испански, а в португалската Бочели пее на испански, а Санди - на португалски. В изпълнения на живо Андреа Бочели изпълнява песента само на италиански език. Клавирната мелодия на песента прилича на композиция на Елтън Джон.
Текстовете към международните версии са написани, както следва: на немски от Михаел Кунце, на френски от Арт Менго, на испански от Луис Гомес Есколар. Има и гръцка версия, наречена Se Thelo edo, в изпълнение на Димитра Галани и Гиоргос Карадимос.
Испанската версия Vivo por ella е главна песен на мексиканската теленовела Живея заради Елена, продуцирана от Хуан Осорио за Телевиса през 1998 г., с участието на Виктория Руфо и Саул Лисасо.

## Българска версия
Българската версия е със заглавието Живея за теб, с текст от Атанас Капралов, в изпълнение на Нелина и Ивайло Гюров.